# Polygala asperuloides
Polygala asperuloides är en jungfrulinsväxtart som beskrevs av Carl Sigismund Kunth. Polygala asperuloides ingår i släktet jungfrulinssläktet, och familjen jungfrulinsväxter. Inga underarter finns listade i Catalogue of Life.